# Szymon Hamburger
Szymon Hamburger (ur. 22 grudnia 1909, zm. 18 lipca 1984 w Szczecinie) – polski działacz społeczności żydowskiej, w latach 1960–1984 przewodniczący szczecińskiego oddziału Towarzystwa Społeczno-Kulturalnego Żydów w Polsce.
Pochowany jest w kwaterze żydowskiej cmentarza Centralnego w Szczecinie.